# Gianni Marcarini
Gianni Marcarini (Bergamo, 15 marzo 1940) è un ciclista su strada italiano naturalizzato francese, professionista dal 1961 al 1970, vincitore di un Bretagne Classic Ouest-France.

## Carriera
Di origine italiana, Gianni Marcarini è diventato cittadino francese naturalizzato il 22 aprile 1966. È cugino di Italo Zilioli.
Dopo il suo ritiro aprì un negozio di biciclette.

## Palmarès

### Strada
- 1964

2ª tappa Tour du Morbihan
- 1970

Bretagne Classic Ouest-France

## Piazzamenti

### Grandi Giri
- Vuelta a Espana

1964: ritiro